# Theodore Roosevelt, Jr.
Pour les articles homonymes, voir Roosevelt.
Pour les autres membres de la famille, voir Famille Roosevelt.
Theodore Roosevelt III dit Ted Roosevelt ou Roosevelt Jr., né le 13 septembre 1887 à Oyster Bay (New York) et mort le 12 juillet 1944 à Méautis en Normandie, est un homme politique, homme d'affaires et militaire américain qui combat durant la Première Guerre mondiale et reprend du service pendant la Seconde Guerre mondiale. Il est le fils aîné du président des États-Unis Theodore Roosevelt (1858-1919) et un cousin du président Franklin Delano Roosevelt (1882-1945). Roosevelt sert comme secrétaire adjoint à la Marine (1921-1924), gouverneur de Porto Rico (1929–1932), gouverneur général des Philippines (1932–33), président de l'American Express Company, vice-président de Doubleday Books et enfin Brigadier General dans l'US Army. Il meurt d'une crise cardiaque sur le front normand.

## Biographie
Membre de la famille Roosevelt, vieille famille américaine, il est le fils de Theodore Roosevelt et d'Edith Roosevelt et le cousin germain d'Eleanor Roosevelt qui épouse Franklin Delano Roosevelt, son lointain cousin.
Il est le fils aîné d'une fratrie qui compte aussi Alice Roosevelt Longworth (1884-1980) sa demi-sœur, Kermit Roosevelt (1889-1943), Ethel Carow Roosevelt (en) (1891-1977), Archibald Bulloch Roosevelt (en) (1894-1979), Quentin Roosevelt (1897-1918) aviateur mort à Chamery.
Theodore Jr. fait des études à Harvard et est diplômé en 1909.

## Première Guerre mondiale
Il participe au camp d'entraînement d'été à Plattsburg en 1915 du général Wood ce qui lui permet d'entrer dans l'AEF avec le rang de major. Commandant du 26e régiment d'infanterie intégré à la Première Division, il prend part à de nombreuses batailles. Il est blessé à la bataille de Château-Thierry (1918). Il reçoit la Distinguished Service Cross (États-Unis), la Silver Star et est introduit chevalier de la Légion d'honneur le 16 mars 1919 juste avant son retour aux États-Unis.

## Entre-deux-guerres

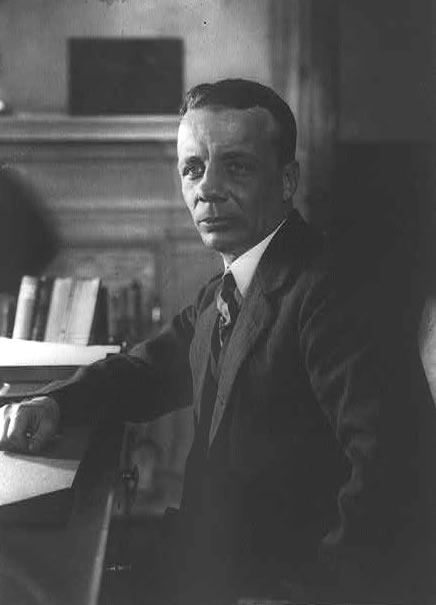
Theodore Roosevelt Jr. en 1921.

De retour au pays il fait partie des fondateurs de l'American Legion. Il continue à faire ses sessions de réserve, ce qui le rend éligible au service actif lors de la Seconde Guerre mondiale.
Il réussit dans les affaires comme membre d'une banque d'investissement et eut une fortune personnelle dans les années 1920.
En 1919, il est élu à l'assemblée de l'État de New York, devint assistant secrétaire d'État sous Warren Gamaliel Harding chargé de l'approvisionnement en carburant de la Marine de 1921 à 1924. Gouverneur de Porto Rico de 1929 à 1932, sous la présidence d'Herbert Hoover, il défend la culture locale et travaille à réduire la pauvreté. Toujours sous la présidence d'Herbert Hoover, il est également gouverneur général des Philippines en 1932 et 1933. Il revient ensuite aux États-Unis et est  président de l'American Express Company, vice-président de Doubleday Books et fait partie de nombreuses œuvres de bienfaisance comme celle d'Irving Berlin qui gère les revenus de God Bless America.

## Seconde Guerre mondiale
Son comportement et sa présence lors de la campagne d'Afrique le rendent extrêmement apprécié de ses hommes. Sa hiérarchie juge cette complicité néfaste au maintien de l'ordre au sein des troupes : Roosevelt est alors envoyé en Angleterre afin de participer à la préparation du plan Overlord aux côtés du Major General Barton de la 4e division d'infanterie américaine.
À quelques jours du Jour J, Roosevelt, n'en pouvant plus d'être confiné dans un bureau, écrit une lettre officielle au général Barton présentant sa requête de pouvoir accompagner les hommes de la division lors de leur débarquement sur la plage.

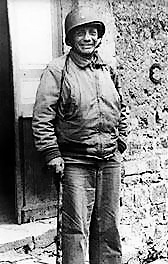
Malgré un problème d'arthrite l'obligeant à marcher avec une canne, il voulut être à la tête de ses troupes lors du débarquement.

L'argumentation du général Roosevelt est la suivante :

« Les forces et compétences des premiers éléments touchant la plage peuvent être déterminants dans le succès de l'opération : avec des troupes envoyées au feu pour la première fois, le comportement de la division tout entière sera influencé par l'attitude des premiers engagés.
Il est à considérer que des informations précises, dans lesquelles vous pourrez avoir pleine confiance, de la situation devront être disponibles tout au long de l'avancée des opérations menées sur la plage.
Les hommes qui ont pris l'habitude de me voir à leur côté tout au long de leur entraînement sont en droit d'attendre qu'il en soit de même lors de cette opération.
Je pense que je peux contribuer à ces objectifs en accompagnant la première vague d'assaut. En outre, je connais personnellement les officiers et les hommes de ces unités et je pense qu'il serait bon qu'ils me sentent avec eux. »

Le général Barton approuva à contrecœur la requête en pensant ne jamais revoir vivant Roosevelt.
C'est donc aidé d'une canne pour surmonter la douleur d'une forte arthrite que le général Roosevelt débarqua à la tête de ses hommes le 6 juin 1944 et fut le premier officier supérieur à mettre les pieds sur la plage d'Utah Beach.
Les événements qui s'ensuivirent donnèrent raison au choix du général Barton. En effet, les barges de débarquement ayant fortement dérivé lors de leur approche, Roosevelt et sa première vague d'assaut se retrouvèrent à plus d’un kilomètre et demi du lieu de débarquement prévu. En conservant tout son calme et en rassurant ses troupes, il envoya immédiatement une reconnaissance afin de connaître la situation. Estimant que finalement le terrain était approprié, il déclara : « Nous commençons la guerre ici ! ». Un énorme sang-froid et un indéniable courage auront permis à la 4e division d'atteindre son objectif : rallier les troupes aéroportées chargées de tenir la tête de pont ouest du plan Overlord.

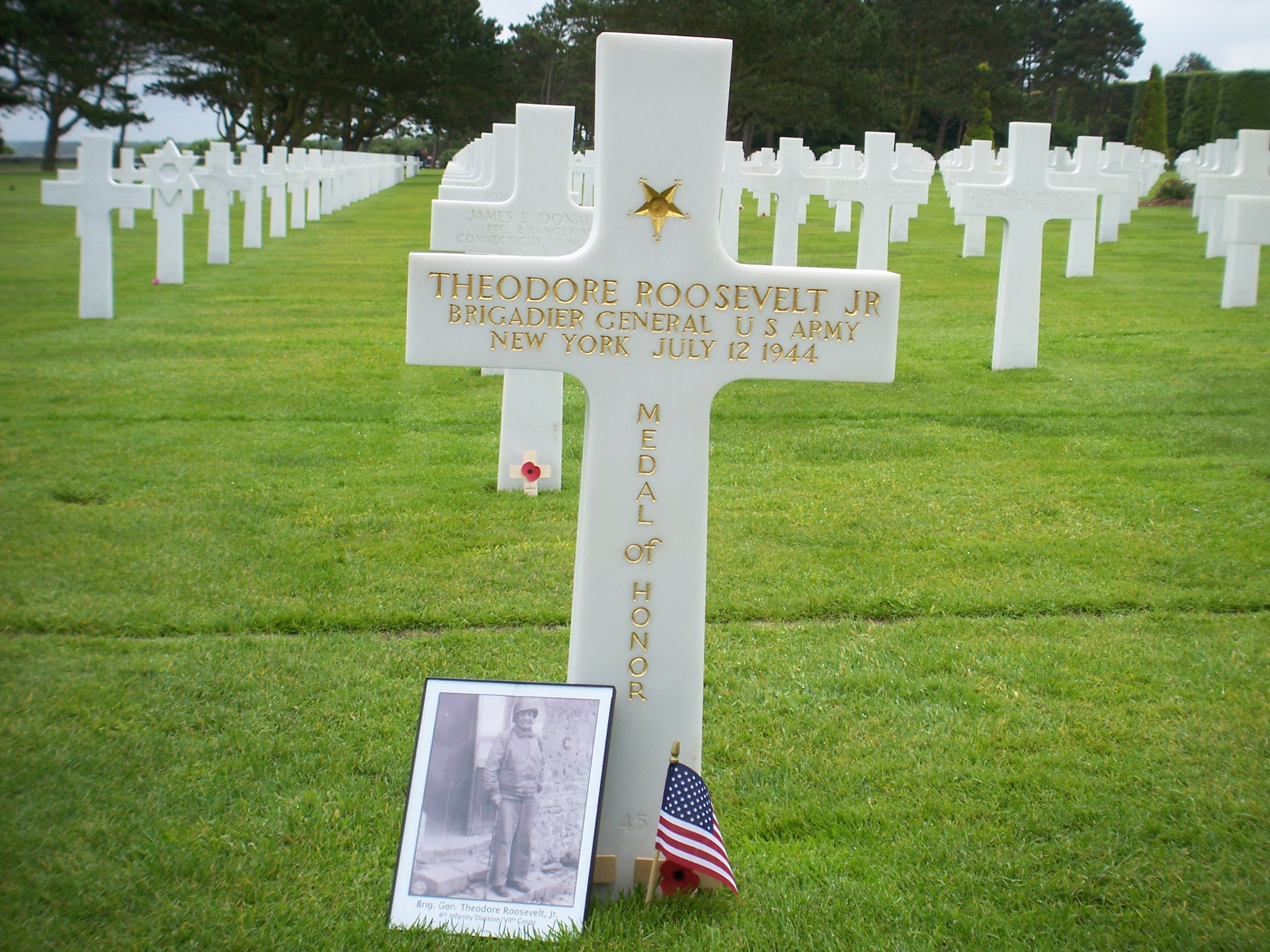
Tombe du général Roosevelt au cimetière américain de Colleville-sur-Mer.

Roosevelt meurt emporté par une crise cardiaque, le 12 juillet 1944 à Méautis, au terme d'une très éprouvante journée de contre-attaques allemandes lors de la bataille de Normandie.
Initialement recommandé par le général Barton à la Distinguished Service Cross, la décoration fut transformée, à titre posthume, le 28 septembre 1944, en la plus haute distinction militaire américaine, la Medal of Honor. Il a été décoré de la Croix de guerre 1939-1945. Comme il l'avait souhaité, son corps repose auprès de ses hommes, face à la mer, au cimetière américain de Colleville-sur-Mer (Normandie), aux côtés de son frère Quentin, abattu par deux chasseurs allemands le 14 juillet 1918. Le corps de ce dernier, initialement enterré au hameau de Chamery, commune de Coulonges-Cohan, fut ramené à Colleville aux côtés de son frère, carré D, dernière rangée.
Dans le film Le Jour le plus long, son rôle est interprété par Henry Fonda.

## Distinctions
Le général Roosevelt est récipiendaire des décorations suivantes :
|  |                                                                             |  |
|  | Bronze oak leaf cluster · Bronze oak leaf cluster · Bronze oak leaf cluster |  |
|  | Silver star                                                                 |  |
|  | Arrowhead · Bronze star · Bronze star · Bronze star · Bronze star           |  |
|  |                                                                             |  |

| Medal of Honor                            | Medal of Honor                            | Medal of Honor                            | Medal of Honor                            | Medal of Honor                                                                             | Medal of Honor                                                                             | Distinguished Service Cross                                                                | Distinguished Service Cross                                                                | Distinguished Service Cross            | Distinguished Service Cross            | Distinguished Service Cross            | Distinguished Service Cross            | Distinguished Service Cross | Distinguished Service Cross |
| Distinguished Service Medal               | Distinguished Service Medal               | Distinguished Service Medal               | Distinguished Service Medal               | Silver Star with three bronze clusters                                                     | Silver Star with three bronze clusters                                                     | Silver Star with three bronze clusters                                                     | Silver Star with three bronze clusters                                                     | Legion of Merit                        | Legion of Merit                        | Legion of Merit                        | Legion of Merit                        |                             |                             |
| Purple Heart                              | Purple Heart                              | Purple Heart                              | Purple Heart                              | World War I Victory Medal with one silver star                                             | World War I Victory Medal with one silver star                                             | World War I Victory Medal with one silver star                                             | World War I Victory Medal with one silver star                                             | American Defense Service Medal         | American Defense Service Medal         | American Defense Service Medal         | American Defense Service Medal         |                             |                             |
| American Campaign Medal                   | American Campaign Medal                   | American Campaign Medal                   | American Campaign Medal                   | European-African-Middle Eastern Campaign Medal with Arrowhead device and four bronze stars | European-African-Middle Eastern Campaign Medal with Arrowhead device and four bronze stars | European-African-Middle Eastern Campaign Medal with Arrowhead device and four bronze stars | European-African-Middle Eastern Campaign Medal with Arrowhead device and four bronze stars | World War II Victory Medal             | World War II Victory Medal             | World War II Victory Medal             | World War II Victory Medal             |                             |                             |
| Chevalier de la Légion d'honneur (France) | Chevalier de la Légion d'honneur (France) | Chevalier de la Légion d'honneur (France) | Chevalier de la Légion d'honneur (France) | Croix de guerre 1914-1918 (France)                                                         | Croix de guerre 1914-1918 (France)                                                         | Croix de guerre 1914-1918 (France)                                                         | Croix de guerre 1914-1918 (France)                                                         | Médaille de la France libérée (France) | Médaille de la France libérée (France) | Médaille de la France libérée (France) | Médaille de la France libérée (France) |                             |                             |

### Sources
- (en) Cet article est partiellement ou en totalité issu de l’article de Wikipédia en anglais intitulé « Theodore Roosevelt, Jr. » (voir la liste des auteurs).
- (en)  Cet article contient du texte publié par le United States Army Center of Military History dont le contenu se trouve dans le domaine public.